# Де Лоренци, Кристиан
Кристиа́н Де Лоре́нци (итал. Christian De Lorenzi; род. 18 февраля 1981, Сондало, Ломбардия) — итальянский биатлонист. Начал заниматься биатлоном в 1995 году, с 1999 года член национальной сборной. Три своих лучших результата в личных гонках на этапах Кубка мира показал в сезоне 2008/09 (6, 5 и 4 места). Участник четырёх чемпионатов мира и Олимпийских игр в Турине. В сезоне 2009/10 на этапе Кубка мира в Контиолахти в гонке преследования впервые в карьере завоевал личный подиум — 2 место. Завершил карьеру в сезоне 2015/2016 годов.

## Кубок мира
- Сезон 2003/04 — 55-е место (35 очков)
- Сезон 2004/05 — 69-е место (20 очков)
- Сезон 2005/06 — 42-е место (86 очков)
- Сезон 2006/07 — 31-е место (181 очко)
- Сезон 2007/08 — 36-е место (122 очка)
- Сезон 2008/09 — 23-е место (350 очков)
- Сезон 2009/10 — 32-е место (276 очков)
- Сезон 2010/11 — 22-е место (384 очка)
- Сезон 2011/12 — 49-е место (113 очков)
- Сезон 2012/13 — 47-е место (140 очков)

## Интервью
- Кристиан де Лоренци: «Мои планы на будущее — завести детей и стать тренером» // Sports.ru